# 黑色子彈
《黑色子彈》（日語：ブラック・ブレット）是日本作家神崎紫電撰寫，鵜飼沙樹繪製插畫的輕小說作品，日文版由電擊文庫（ASCII MEDIA WORKS）發行。改編漫畫版於《電擊魔王》連載，電視動畫於2014年4月8日至7月1日在AT-X等日本電視台播放。2014年度日本全輕小說銷售量第14名，目前本作停刊中。

## 故事簡介
不久的未來，人類在與病毒性寄生生物「原腸動物」的戰爭中敗北，被驅逐至狹窄的領土，帶著恐懼與絕望苟且偷生。
至此過了十年，人類在能控制原腸動物病毒的少女們「受詛之子」力量下得以找到對抗怪物的最後希望，然而過去的傷痛卻使兩者之間出現難以填平的代溝，看似得到和平的人類社會正悄悄變質，暗潮越見洶湧。       
居住於東京的高中生少年里見蓮太郎，是一位專門對抗原腸動物的「民警」中其中一份子，與自己的搭擋藍原延珠一起從事許多危險的工作，就在某天接獲政府的特別命令，內容竟是避免東京毀滅的高度機密任務……

## 登場人物

### 天童民間警備公司
里見蓮太郎（聲：梶裕貴；）

勾田高中二年級生，身高174cm、體重62kg，是天童民間警備公司的社員，為延珠的促進者。
口氣粗暴但為人正直溫柔又會照護人的女權主義者，不過也給人看起來十分苦命、有些陰沉軟弱的感覺。因年紀尚小而經常被周遭的人鄙視，在對抗原腸動物的同時過著經濟拮据的生活。
家庭生活技能出色，興趣是料理。雖是高中生，但只是礙於和未織的契約而勉強自己去上課，本人則認為完全沒必要所以採取無視的態度，到現在連同班同學有誰都不知道。
因為受到堇的教唆令延珠的愛慕與糾纏常在他人面前上演，讓周圍的人都用看蘿莉控、變態的眼光來看他。
不知為何很容易受到小孩子歡迎，尤其是被他幫助過的受詛之子們更對他有異性上的好感。
喜歡法布爾的《昆蟲記》，興趣是觀察生物，對自然科學和動物行為等領域略有涉獵，能很快速的分析原腸動物的種類與特性。
父母死於十年前的大戰之中，原被天童家收養並打算培育成政治家，但後來跟隨木更離開天童家。愛慕木更，當年為救遭原腸動物攻擊的她而接近瀕死，失去了右手腳與左眼，藉由室戶菫以「新人類創造計畫」成為機器化士兵救回一命。
過去曾是養父菊之丞在雕刻佛像方面的弟子，但在離開天童家後已不再製作雕刻。
使用武器為XD手槍，本身是「天童式戰鬥術」初段，因此很擅長近身攻擊。手腳的義肢中內藏數發彈藥（手部十發，腳部十五發），能以擊發彈藥的方式產生推進力來強化攻擊或進行高速、長距離的移動，而義眼中的演算裝置能加快思考速度，像在看慢動作般的情形下看破敵人下一瞬間的行動，演算加速最快可達到兩千分之一秒，被聖天子稱為最強的矛。
現在為了得知有關父母的真相而努力向IP排名前十進行挑戰，並立志要打倒所有的階段Ｖ原腸動物來改善受詛之子遭歧視的現狀。
原本IP排行123452名，在第一卷擊敗蛭子父女及消滅階段V原腸動物黃道帶「天蠍座」而晉昇至1000名。
在第二卷中，阻止了「聖天子狙擊事件」，IP排行再提昇至300名。
在第四卷「第三次關東大戰」中代替戰死的我堂長政成為民警部隊軍團長統率剩餘的百餘人戰力，成功消滅被稱為不死身的階段IV原腸動物畢宿五，再次化解東京地區的大滅絕危機，IP排行晉昇至210名。
第五卷時，打算先聽聽詳細內容再承接了過去的友人水原鬼八的委託時被當成殺害對方的兇手而被逮捕，在被聖天子取消其民警資格後欲回到看守所的途中遭到火垂襲擊囚車，之後趁機逃亡去尋找真兇。在擊敗所有刺客、炸掉五翔會的秘密基地後成功洗刷冤屈。
藍原延珠（聲：日高里菜（日本））
就讀小學的十歲少女，第一人稱為「人家」（妾（わらわ）），蓮太郎的起始者，同時也是天童民間警備公司的社員，以速度見長的兔型受詛之子，並以有著鈥製的靴底的特製靴子施展踢擊技進行戰鬥。
性格活潑開朗且天真爛漫，將民警視為守護人類的偉大工作而感到自豪，喜歡蓮太郎，對蓮太郎如愛人般親密，視木更為情敵。
是動畫「天誅少女」的粉絲。
剛與蓮太郎見面時呈現完全不信任任何人的狀態，但在兩人的朝夕相處下有了轉變，而原本滿心仇恨的蓮太郎與木更也漸漸受到影響。
因為隱瞞受詛之子的身份才能正常上課，但被蛭子影胤惡意揭發而失去立足之地，被迫轉學。之後轉到外圍39區、由「長老」松崎為受詛之子建立的學校與蒂娜一同就讀，但因為民間反對人士殺害受詛之子的事件與畢宿五入侵造成的恐慌而發生的恐怖行動裡再次失去可上學的地方。
小說第一集末尾顯示出體內原腸動物病毒感染率已達到42%以上的危險區，基本到了被勸阻不要參加戰鬥的地步。剩下不到兩年就會轉化為原腸動物。現在只有負責檢查的堇和搭檔蓮太郎知道真相，但兩人都只告訴她較低的數值隱瞞了事實。第六卷結束時生命只剩下496天，原腸動物病毒的體內侵蝕率為43.8% 。
天童木更（聲：堀江由衣）
美和女子學院二年級生，天童民間警備公司的社長。不過對社會了解不深，因此公司經常賺不到錢。
原為天童望族的千金，因某件事而離家出走後自立門戶但放不下天童一族的身分。與蓮太郎一樣生活貧困，在餓得實在不行時，還會去蓮太郎家裏蹭飯。相貌可愛且身材姣好且是巨乳，是蓮太郎的青梅竹馬，也是他的愛慕對象，而她對蓮太郎也有一定程度的依賴（內心是喜歡蓮太郎的），但為了復仇而對讓自己幸福這件事感到有罪惡感，因此拒絕其好意。
平常對外是保持傲嬌的大小姐個性，實際內心深處極度黑暗，對天童家抱持憎恨之情的復仇鬼，並打算殺死以天童菊之丞為首的天童一族成員，就堇的說法是時常看到死去父母的幻覺在提醒著她要復仇的精神疾病狀態，可以愉悅的帶著笑容將親人殘忍殺害。
患有糖尿病，多年前父母在她面前被原腸動物吞噬後使病情惡化，現在腎臟幾乎沒有作用，須定期到醫院洗腎。認為父母的死與天童家有關，為了復仇而瘋狂磨練劍術，已達到「天童式拔刀術」的免許皆傳，但因腎臟問題而不能長時間戰鬥，無法在前線活躍而待在辦公室中。
使用的武器是天童家代代相傳的妖刀「殺人刀・雪影」。
在第三次關東大戰時與蒂娜組成搭擋加入蓮太郎的輔助部隊，IP排行9200名。在第四卷末IP排行升至3500名。
被蛭子小比奈認為是「所有人之中最危險」的存在。在第三次關東大戰後，將兄長天童和光以天童式拔刀術零型三號「阿魏惡雙頭劍」擊殺，並向里見說：「你的正義無法觸及到邪惡，因為唯有邪惡才能觸及邪惡」，里見因此對延珠、蒂娜表示，之後可能會成為木更的敵人。
與司馬未織的態度相當惡劣，蓮太郎説過“如果把她和司馬未織放在一起的話會發生很恐怖的化學反應”（其實是嫉妒對蓮太郎率直的未織）。與延珠關係一般，兩人的日常對話一般都發生在爭奪蓮太郎的時候。（只是延珠認為是單方面“爭奪”）聖天子暗殺事件過後收養緹娜，並與其組成搭檔。
第六卷被櫃間篤朗利用，並即將結婚，但最後發現真相反戈一刀。最後與蓮太郎接吻。
第七卷中因自己的幸福而產生罪惡感，刻意和蓮太郎保持距離。在蓮太郎收留聖天子後，與其吵架。
蒂娜·斯普萊特（Tina Sprout，聲：黑澤朋世）
遭不良少年糾纏而被蓮太郎所救的少女。似乎是個夜貓子，白天總是一副沒精神的模樣，靠服用含有咖啡因的药片维持白天的精神。
真實身分是貓頭鷹型的受詛之子，也是「四賢者」之一—安·蘭德所創造的第一個HYBRID──也就是具備機器化士兵能力的受詛之子，擅長於夜間狙擊，能在黑夜中輕易擊中一公里以外的目標。除此之外也擅長操縱機槍與短刀格鬥。
利用腦中的晶片操縱著球狀的小型偵察機「仙費爾德」來收集各種情報，並能遠距操控事先設置好的火器，同時間最大的操控數量為三台。
名義上是與安·蘭德搭擋的起始者，但實際是只有一個人作戰，以自身戰力達到IP排行98名的高手，外號「黑風」。
接到暗殺聖天子的任務指令而潛入東京地區，但被作為護衛的蓮太郎打敗。在蓮太郎的求情下接受聖天子的特殊處置，只受到保護觀察以及IP排行凍結的處分，被釋放後被木更收留。
出身美國，不過擅長的料理卻是出自意大利的各種披薩。愛慕著蓮太郎，在請求下稱呼他为“哥哥”。
在第三次關東大戰時聖天子為增加戰力取消對蒂娜的處分，與木更組成搭擋加入蓮太郎的輔助部隊，IP排行因重新組隊而下降至9200名，後因消滅畢宿五的功勞而上昇至3500名。
第五卷在蓮太郎陷害事件中由於失去監視者被IIso關押起來，第六卷因為蓮太郎污名洗脱而被釋放回來。
第七卷中正在考慮是否上學。

### 促進者與起始者
伊熊將監（聲：手塚弘道）
三島皇家警衛的促進者，體格，魁武的好戰份子，搭擋是夏世。IP排行1584名的高位戰士，以巨大的劍為武器，站在前線與原腸動物戰鬥。
與蓮太郎一樣受政府委託要從影胤手中奪回「七星的遺物」，但在與其他二十八位民警圍攻蛭子父女時反遭殲滅，最後傷重戰死。被千寿夏世形容为满脑子肌肉。雖然嘴上说起始者是道具，其实很重视夏世。
漫畫版在其臨死前追加戲碼，讓他從會下無情的殺害其他促進者與起始者搭檔的命令給起始者的冷血好戰份子，變成了認為搭檔夏世只有在戰鬥中才能找到其生存意義而在默默關心，類似慈父的角色。
千壽夏世（聲：潘惠美）
伊熊將監的起始者，智力發達的海豚型受詛之子。
IQ高達210，因為搭檔將監的個性與腦袋都不擅長擔任後衛支援的工作，所以一直擔任後衛支援的角色。
表情冷淡，說話有條有理。
在任務中與將監失散而遇上蓮太郎，為守護從其他方面也肯定了其存在的蓮太郎。喜歡裏見蓮太郎，因為對方教她不能因為殺人而麻木，後來兩人成為了朋友。將在他們與蛭子父女交戰和天梯發射時這兩件事中產生的動靜而被吸引而來的原腸動物全數消滅，最後身受重傷而使體內病毒侵蝕率超過臨界值，請求蓮太郎在她突變前射殺她，並微笑著表示要和蓮太郎成為朋友。在記錄上則是被登記為戰死。
片桐玉樹（聲：細谷佳正）
片桐民間警備公司的社長兼促進者，與妹妹弓月兩人共同經營，但收入程度與天童民間警備公司差不多。
IP排行1850名，武器是附有鏈鋸的鐵手套與鞋子，擅與弓月進行巧妙的聯合戰術。視木更為女神，但卻被木更當成跑腿以及新錢包奴役。
在第三卷的關東大戰中與蓮太郎組成輔助部隊。小說第四集中在擊倒畢宿五後與妹妹的IP排行一同升格到1000名。
第六卷時因為櫃間的計策而成為追捕蓮太郎的三名成員之一，但被蓮太郎給擊倒，事後不顧還在受傷的情況向他下跪道歉。
片桐弓月（聲：大久保瑠美）
玉樹的妹妹，同時也是他的起始者。蜘蛛型的受詛之子，能從指尖放出難以看到的絲線。
視蓮太郎為變態而異常厭惡他，在第三次關東大戰後開始對蓮太郎有所改觀。
平常在學校掩飾著自己是受詛之子的身分而沒什麼朋友，因此很快的對在組隊參與第三次關東大戰中認識的延珠與蒂娜成為了好友。
第六卷時因為櫃間的計策而成為追捕蓮太郎的三名成員之一，但被蓮太郎給擊倒，事後則抱怨著櫃間很可疑的事。
薙澤彰磨（聲：三木真一郎）
第三卷初登場。IP排行970名的促進者，天童流戰鬥術八段，為蓮太郎與木更的師兄。
被稱為天童流派的天才，本應是被期待為天童道場師範接班人，但因為擅自改動天童流招式，違背了天童流派理念，被天童助喜與驅逐。
被驅逐出天童流後感到空虛，之後輾轉加入民警行列，並與翠成為搭檔。
使用武器為SIG P226半自動手槍，擁有非常強大甚至能與起始者不相伯仲的近身戰實力。
在第三次關東大戰時與蓮太郎組成輔助部隊，最後並代替蓮太郎捨身與畢宿五同歸於盡，被蓮太郎視為已死亡。
但在四卷末，證實被稱為「五翔會」的組織救了，並打算改造為機械化士兵。
疑似以壓倒性的實力差距打敗「黑暗潛行者」巳繼悠河，使其降級為「兩片羽翼」。
布施翠（聲：小倉唯）
第三卷初登場。，為薙澤彰磨的起始者，IP排行970名，貓型受詛之子。個性怕生，善良。
有著活用本身受詛之子特性的「氣味占卜」的本事，戰鬥時則是能伸出利爪切割敵人。
因為受到原腸動物病毒的影響而有著貓耳，但沒有尾巴。因為耳朵的緣故而受到迫害，因此常戴著如魔女的黑色帽子遮掩。
在第三次關東大戰中蓮太郎被逼派去暗殺昴宿任務時，為了救一名被包圍的起始者，中了原腸動物埋下的陷阱，並被灌入原腸病毒，體內病毒侵略率超過臨界點，最終因為不想拖累蓮太郎他們，選擇自殺。
我堂長政（聲：玄田哲章）
IP排行275名的身經百戰者，現年54歲。
在第三次關東會戰中擔任民警部隊軍團長，在第一天的戰鬥中與畢宿五交戰，得知畢宿五是不死身的事實，並失去右腿。
後來使計逼使蓮太郎執行成功率極低的暗殺昴宿任務，並在蓮太郎執行任務期間被原腸動物埋伏，最後戰死。
壬生朝霞（聲：水瀨祈）
為我堂長政的起始者。個性沉穩冷靜，一身武士的氣質與裝扮，非常尊敬我堂長政。
在我堂長政戰死後，與彰磨組成臨時搭檔。戰後則被IISO帶回。
第六卷時因為櫃間的計策而成為追捕蓮太郎的三名成員之一，並在戰鬥中改用著搭檔長政的武器展現出強悍的戰鬥力，蓮太郎因此推論她可能是力量型的起始者。最後被蓮太郎給擊倒，事後不顧還在受傷的情況向他下跪道歉。
水原鬼八
蓮太郎過去的朋友，與他是在小學四年級時認識的。
與組成搭檔的起始者火垂關係十分親密，但以前是有著妹妹為受詛之子而全家遭受周圍的迫害，最後以父親射殺妹妹為結局的慘劇的過去。
和蓮太郎則是因為當時對方因為成長期而需要頻繁更換義肢，因此未使用人工皮膚遮掩而被其他小孩孤立，在兩人情境相似下成為好友。隨身攜帶的手槍為葛拉克。
因為得知了「新世界創造計畫」與「黑天鵝計畫」的情報而大驚失色，希望透過蓮太郎聯絡到菊之丞或聖天子，但在約定好說出詳細內容前遭到五翔會殺害。
紅露火垂
水原的起始者搭檔，東洋渦蟲型的受詛之子。對水原極為信任，因此對水原被殺自己卻未能保護他這件事感到無比後悔。
以為水原是被蓮太郎殺死而打算對他復仇，甚至因此逃離IISO的帶回與襲擊運送蓮太郎的囚車。
在蓮太郎即使是被她進行私刑仍再三表明自己是無辜的之後暫時放過他，並打算用蓮太郎吸引出殺死水原的兇手來報仇。
在和蓮太郎的相處與共同戰鬥的過程中認可了蓮太郎，並視他為搭檔，最後為了保護蓮太郎而被悠河所準備的濃縮錵彈擊中而無法再生，最後向蓮太郎留下終於能守護搭檔而不會再做惡夢也不再害怕死亡的遺言後死去。事件結束後被蓮太郎葬在水原的墓旁。
使用的武器是兩把GOLD CUP NATIONAL MATCH手槍。
能力是「再生強化」，受到普通起始者會即死等級的傷害也能癒合傷口復活。還能壓過錵的再生阻礙效果。但因為人體構造比渦蟲還要複雜，所以在癒合期間灑上汽油點火，或是腦袋與身體分家就不可能再生，為此極力隱藏著自己的能力。不過因為能力是偏向再生能力，所以其他方面的戰鬥水準就比其他的起始者要來得低。
安德烈・里多維傑夫（Андрей Ледоведев，Andrei Ledovedev）
手段老辣的俄羅斯間諜。因為蓮太郎偶然接到的某個小委託而被逮捕，最後被關進海上特別監獄。但在內部與同夥聯絡，盜走「天蠍座之首」和「所羅門戒指」，將天秤座招來而引起東京地區與仙台地區的戰爭危機。
尤莉亞・科琴高娃（Юлия Коченкова，Yulia Kochenkowa）
原IP排行77名，里多維傑夫的搭檔。獵豹型的受詛之子。隸屬俄羅斯稱為『魔女部隊』的起始者特殊部隊，是過去白俄羅斯最強的起始者。
為了救出里多維傑夫而入侵東京地區，在探查逃獄路線時和延珠相識並成為友人。

### 東京地區政府
聖天子（聲：豐崎愛生）
本名不詳，十六歲的美少女，日本五大地區之一「東京地區」的第三代領導人。
有著驚為天人的美貌與溫柔的內在，加上超乎常人的領導特質讓她廣受民眾愛戴。有著希望每個人和睦相處、幸福生活的遠大志向，是位理想主義者。
最近著手推動保障受詛之子基本人權的法案，卻因而引起不少「被掠奪世代」的不滿。
似乎很喜歡蓮太郎，並很信賴他。在蓮太郎涉嫌謀殺時雖然想要幫助他，但礙於身分無法提供任何援助而感到痛苦。
與木更同樣是美和女學院的學生，但忙於政務而從未去學校過，不過有著學級第一名的學力程度。
因為已達到適合結婚的年齡，加上周圍的官員都希望早日有繼承人的緣故而頻頻收到談論婚嫁的問題而有些苦惱。
知道蓮太郎所不清楚的蓮太郎父母的過去，並表示蓮太郎若想知道真相就得向更高的IP排名進行挑戰。
小說第七卷時，與天童菊之丞發生政治上的歧見，於夜晚逃出聖居，目前借住在蓮太郎家中。
天童菊之丞（聲：大木民夫）
聖天子的輔佐官，所有政治家中權力最高位者，視聖天子為值得忠誠的明君而隨侍在她身旁。木更的祖父，也是蓮太郎的養父。在十年前謀殺了木更的親生父母。
由於妻子遭原腸動物殺害而對其深惡痛絕，對受詛之子更是非常憎恨，對聖天子所推動的「原腸動物法」甚為不滿，甚至不惜在暗中委託蛭子影胤引發動亂。但對推行法案的聖天子本身並無不滿。
除了有著政治家的一面，私底下則是個有著人間國寶地位的佛像雕刻藝術家；蓮太郎則是他這方面唯一的弟子。
小說第五卷時得知了聖天子喜歡上蓮太郎的事實而感到驚愕。
天童和光（聲：興津和幸）
國土交通省副大臣，木更的異母兄長，天童式神槍術免許皆傳的高手。
在原腸動物大戰末期負責建造卅二號巨石碑時暗中貪污了部分資金，並使用了混合物建造了廉價的巨石碑，是導致了第三次關東會戰爆發的罪魁禍首。
小說第四卷（動畫第十三集）最後為了掩蓋貪污的事實而與木更進行決鬥，但敗在對方壓倒性的實力下，最後在被問出10年前木更父母遭謀害的真相、主謀者與其他幫兇後慘死。
保脇卓人（聲：木村昴）
擔任負責保護聖天子與聖居相關人員的聖居護衛隊長的青年。階級是三尉。
在加入親衛隊後不久便被命令為隊長，且在處理日常事務上受到菊之丞的信賴，但在遭遇突發問題的對應和在實戰層面上的對策被蓮太郎批評為「無能」。
暗中覬覦著已達屆婚年齡的聖天子，並希望透過結婚的手段來掌握住東京地區，因此對被聖天子親自指名要求來擔任保鑣的蓮太郎十分嫉妒。
於蓮太郎擊敗蒂娜後突然出現要搶功，但被趕來的聖天子所阻止，並被她所立即提升IP排名的蓮太郎給開槍射斷姆指而失勢。因此事受到不小的精神打擊，加上又被聖天子給開除，最後住進了精神病院療養。
動畫版則改成被降職到自衛隊，取代了小說裡登場的部下蘆名與城崎，在運送第三次關東大戰必需的電池燃料時將其丟棄。

### 四賢者
室戶菫（聲：甲斐田裕子）
「四賢者」之一，機器化士兵計畫日本地區「新人類創造計畫」的前最高負責人，現在是勾田大學附屬醫院法醫學教室的室長兼原腸動物的研究者。
是位繭居族兼瘋狂科學家，同為四賢者的安·蘭德形容她是「空前絕後的變態」。言行充斥著對人世的厭惡與嘲弄，討厭活人，整天待在地下室與屍體為伍。有著進行解剖、玩18禁遊戲和喜歡捉弄蓮太郎的興趣，但事實上非常珍視他。
在原腸動物大戰中失去戀人，曾為了復仇而瘋狂研發對抗原腸動物的兵器，蓮太郎的義肢便是出於她手，現在也負責調整義肢和提供蓮太郎各方面的意見。
私底下對把蓮太郎改造為機器化士兵的事感到愧疚，有和自己執刀改造的機器化士兵們進行定期聯絡與維修。有著無數特權，掌握莫大的資金，主要都被她用來維護機器化士兵的機器化部位。
頸上掛著的項鍊裡有著已故戀人的相片，基本上不會離開地下的研究室，通常是靠蓮太郎與認識的人來購買食物與日用品，不過偶爾會發生食物耗盡而差點把自己餓死的事。
安·蘭德（Ein Rand，聲：鳥海浩輔）
「四賢者」之一，機器化士兵計畫美國分部「NEXT」的前最高負責人，蒂娜名義上的原促進者。
認識他的堇形容他是「空前絕後的老頑固」，在知道蒂娜的事之後則改成「垃圾」。
違反四賢者的共同誓言對健康的受詛之子施以機器化士兵手術，造就出身為受詛之子又具有機器化士兵能力的起始者們－「HYBRID」。以各種戶籍身分與她們簽下搭擋契約，但自己不具戰鬥能力，只作為司令塔下達指令。
亞瑟·沙納克（Arthur Zanuck）
「四賢者」之一，機器化士兵計畫澳洲分部「方尖碑」的前最高負責人。
阿爾布雷希特·格呂內瓦爾德（Albrecht Grünewald）
「四賢者」之一，機器化士兵計畫的前最高統轄負責人，「四賢者」中頭腦最出色的人，即使是同為「四賢者」的堇也無法看懂其設計的機器化士兵技術中一部份的藍圖。
在自己的國家沒有特定的研究所，而是利用其他三人的國家分別建立自己的研究設施。蛭子影胤的機器化手術便是由他進行執刀。
堇與他人多半稱之為「老格呂內瓦爾德」。
第六卷時證實為五翔會的「新世界創造計劃」的機器化士兵手術執行者。

### 機器化士兵
蛭子影胤（聲：小山力也）
帶著類似暗夜男爵的面具，穿著燕尾服的神秘男子，受託要毀滅整個東京。追求亂世來證明自己存在的價值，個性殘忍好殺，對阻礙者一律殺死。
原為民警，原IP排行134名的強者，因殺人過度而被凍結序號並吊銷執照。
本身是「新人類創造計畫」下所產生的人體兵器，內臟與大部份肉體被換成機器，能產生斥力力場進行防禦，其效能在理論上可以抵擋原腸動物階段ＩＶ的攻擊，即使是反戰車步槍的射擊也能彈開。被聖天子形容為「最強之盾」。影胤本人更能將斥力力場用在攻擊上，像是對目標進行擠壓的「最強之痛」、由掌心放出，形似槍狀來貫穿目標的「無盡叫喚」，以及發射出銳利鐮刀狀物體對遠處目標攻擊的「無名死神」。武器是兩把改造過的貝瑞塔手槍。
除此之外也擅長野外料理、判讀天氣和各種野外求生知識。
在小說第一集中以驚人的戰力殲滅了前來討伐的民警們，用「七星的遺物」招喚了黃道帶「天蠍座」，最後被蓮太郎與延珠合力擊敗。此後對蓮太郎有非一般的執著，一直想將他拉攏過來成為同伴。
小說第四卷（動畫第11集）時救了被狼型原腸動物襲擊的蓮太郎，更合作打倒了昴宿，之後組隊加入打倒畢宿五的行列，戰鬥結束後則和女兒一起再度消失無蹤。
蛭子小比奈（聲：悠木碧）
蛭子影胤的起始者，同時也是他的女兒。
螳螂型受詛之子，是在刀劍範圍的近身戰鬥中所向無敵的類型，在起始者中有著高水準的身體能力，並有瞬間看穿射擊彈道的動態視力。
武器是兩把錵製小太刀，小說第四集再次登場時變為四把〈預備兼投擲用〉。
個性偏激好戰，對斬殺人類或原腸動物都不會有任何猶豫。能第一時間内感覺出對方戰鬥能力的強弱。與藍原延珠初次交手就認定延珠是她的對手，此後看到延珠的時候都想與對方快樂的廝殺。
對父親極為順從，除此以外只對強悍的對象有興趣。口頭禪是「爸爸，我可以斬了他嗎？」。
從第四卷蓮太郎和影胤的對話中揭露出了她出生的秘密：只不过是蛭子影胤用抢夺来的五名女性人工授精之后产下的女兒，并且前七年都在地下室的井里接受杀人训练和洗脑教育，后与其他四个姐妹见面且相互残杀，并在最后存活下来。
安·蘭德製作的機械化士兵
阿莎莉·史普琳格史汀（Ashley Springsteen）
安蘭德手下的機械化士兵「HYBRID」之一，IP排行100名，綽號「巨型刺蝟」。
艾琳·史賓賽（Irene Spencer）
安蘭德手下的機械化士兵「HYBRID」之一，IP排行95名，綽號「隕石墜落」。
菲·克倫米勒（Faye Kronmiller）
安蘭德手下的機械化士兵「HYBRID」之一，IP排行88名，綽號「黑巨腹」。
露易絲·賽菈茲尼（Louise Zelazny）
安蘭德手下的機械化士兵「HYBRID」之一，IP排行70名，綽號「魔王」。
莉塔·索絲貝尼（Rita Salisbury）
安蘭德手下的機械化士兵「HYBRID」之一，IP排行21名，綽號「冥王」。「HYBRID」的領導者。

### 五翔會

#### 最高幹部
齊武宗玄（聲：石塚運昇）
日本五大地區之一「大阪地區」的領導人，被蓮太郎形容是如阿道夫·希特勒那樣的獨裁者。心懷莫大野心，打算統一日本，與外國各國有密切交往。
認識蓮太郎，但關係相當險惡，不過對他的實力有著很高的評價，並希望蓮太郎在東京地區滅亡後來到他手下工作。
在第二卷中表面上是主動邀請聖天子展開會談，實質上是雇傭安·蘭德暗殺聖天子的幕後黑手，最後被蓮太郎阻止，但因證據不足無法對他出手。
第四卷末以人影的模樣出現在重傷的彰磨面前，第六卷末確認為五翔會的最高幹部之一。
紫垣仙一
第五卷時登場。天童民間警備公司名義上的負責人，蓮太郎與木更現在的監護人。過去曾是天童家的管家，因此很早就與蓮太郎和木更認識了。
辭去管家職務後投入錵礦採集而成了大富翁，現在是東京地區坐擁佔地甚廣的豪宅的有名資產家。
實際上是五翔會最高幹部之一，企图借由木更的仇恨来除掉天童菊之丞，暗中計畫著要將聖天子換下與天童家給抹殺好讓自己上位。反对齐武杀害圣天子，并埋怨其在自己不在东京地区的时候擅自行动。對木更和蓮太郎的實力有著很高的評價，並希望能拉攏木更和蓮太郎。
十造寺月彥
北海道區域的新首相。在原首相桐生離奇死亡後繼任，實際是五翔會的五枚羽最高幹部之一。

#### 成員
櫃間篤朗
木更的前未婚夫，第五卷時透過紫垣仙一向木更提出了再次相親的請求。
出身警察世家，父親是東京地區現任的警視總監，自己則是位於警視的階級。當蓮太郎涉嫌殺人並逃亡後便由他負責進行追捕。
實為五翔會的成員，階級為「三片羽翼」。有著認為錵礦的採掘遲早會被挖光，而在那之前人類必定會為了錵礦而展開爭奪戰，那麼就只有使用驅使原腸動物消滅反抗者的手段來統一人類世界後再打倒原腸動物建立新的和平的想法。
對木更有著想要占為己有的念頭，本意是想連她一起也拉入五翔會中，可是因為木更脫離天童家而讓此事與婚約破滅。同時也察覺到木更對蓮太郎其實是有好感的，於是對蓮太郎極為痛恨，所以利用機會誣陷蓮太郎，並讓天童民間警備公司其他成員也紛紛被帶離，造成木更在孤單一人的情況下答應婚約。
為了自己、也為了讓查覺到「黑天鵝計畫」端倪的蓮太郎徹底消失而出動了「新世界創造計畫」的機器化士兵，但派出的刺客都被蓮太郎打敗，水原所收集的證據也落入多田島警部手中，於是被察覺其失態的上層派出「巢穴」將其殺死好湮滅證據。
「黑暗潛行者」巳繼悠河
五翔會成員之一，本來是「四片羽翼」的高級成員，但因為某次的失敗而被降為「兩片羽翼」，並且被調來擔任暗殺者。
自幼失明，透過新世界創造計畫而重獲光明，因此對施行手術的格呂內瓦爾德十分忠心，外表年紀看起來與蓮太郎差不多，將其進行機器化士兵手術的要求標準是「足以秒殺里見蓮太郎的等級」。
兩眼的義眼是蓮太郎所用「二一式黑膂石義眼」的改良型，一般情況下仍保有視力，近身戰用的武裝更搭載了令打擊技威力增幅、可將內臟給破壞掉的「超振動裝置」。
小說第五集開始時運用狙擊暗殺了正在時速兩百公里的高速新幹線上的目標。
於第6卷末透漏自己被降級為「兩片羽翼」是因為慘敗於使用「天童式戰鬥術」的新進成員，因此對同樣會用天童式戰鬥術的蓮太郎有著非常的執著心，並對其戰鬥能力有著很高的評價。
在與蓮太郎的決戰中，於近身戰裡慘敗，之後仍在身受重傷的情況下先用特製的濃縮錵彈殺死了會來妨礙的火垂，再與蓮太郎展開狙擊戰，最後敗給了將義眼性能完全發揮出來的蓮太郎而死（相較於悠河將雙眼的運轉至人類大腦極限邊緣的1800分之一秒，蓮太郎則是將單眼運轉至大腦極限的2000分之一秒，據堇所言一旦超過2000分之一秒的牆壁大腦將會被破壞，無法回歸一般的時間流動）。
蓮太郎感覺他就是另一個自己，還認為如果不是敵對關係的話也許兩人可以成為朋友。
「蜂鳥」久留米莉佳
新世界創造計畫的成果之一，使用著蒂娜所用的「仙費爾德」的改良型，並能操控輪胎型兵器「死滅都市的徘徊者（NECROPOLIS STRIDER）」。
小說第五集開始時暗殺了新人類創造計劃的前士兵，之後不久又接到了消滅蓮太郎與火垂的命令。
將火垂「殺死」後想暗算蓮太郎時被識破而展開槍戰互射後敗北，頻死狀態下想用炸彈與蓮太郎同歸於盡時被運用能力復活的火垂給殺死。
「劍尾魚」鹿嶽十五
新世界創造計畫的成果之一，使用著亞瑟·沙納克所開發出的「馬力奧噴射」的改良型，在皮膚埋入奈米素材，可隨意折射光線。並有著具備自我修復能力的錵製脊椎，主要戰法是用光學迷彩的效果潛近目標身旁，再以奈米碳管組成的肌肉發揮的怪力施展攻擊。
在司馬重工襲擊蓮太郎失敗，在大樓外準備逃亡時向悠河說出了火垂的能力，最後被悠河給處決。
巢穴
櫃間與五翔會進行連絡時的中間連絡人，在「黑天鵝計畫」失敗後處決了櫃間父子。

### 其他人物
司馬未織（聲：小清水亞美）
大型武器公司「司馬重工」的社長千金，也是勾田高中的學生會長。
蓮太郎與延珠的贊助者，據說理由是未織在見到蓮太郎時直覺到他一定會出人頭地，於是簽下了附加條件的合約。對蓮太郎有明顯好感（達到傾心程度，本人也十分主動），每次蓮太郎在危機時都不顧代價免費為他提供武器跟裝備。
天童與司馬兩家間本有許多糾葛，而未織與木更是形如水火般的不合，尤其在蓮太郎的面前更是如此，經常與她以蓮太郎為中心展開罵戰。
以使用手持的鐵扇和白朗寧手槍的司馬流戰鬥術為戰鬥手段，且和木更對峙而毫無懼色。
在武器開發上有著出色的才能，常接受蓮太郎的委託拿出合適的武器來協助作戰。
多田島茂德（聲：松山鷹志）
東京地區的警察，搜查一課的刑事主任。一副粗獷的國字臉，是位沒有歧視受詛之子的人，與蓮太郎因工作緣故有多次見面。
在蓮太郎因殺人罪被捕，之後趁機逃亡時被納入櫃間手下聽從其指揮，在被蓮太郎說服、自己也感覺到警察內部有著奇怪的異動，因此獨自展開調查，之後無意間發現了水原所說的證據而察覺了事件的真相，於是利用機會揭穿了櫃間父子的真面目，並將警察之中的五翔會份子給一網打盡。
松崎（聲：西村知道）
在外圍39區保護著受詛之子的老人。
對受詛之子飽受歧視與迫害的現狀感到憂心，為了讓她們有天能在街上自由行動而教導她們控制感情的方法與學問，因此被受詛之子們所仰慕，並尊稱他為「長老」。
建立了露天教室教導著孩子們，並拜託蓮太郎等人充當臨時教師，對受到教育而感到喜悅的孩子們的模樣十分高興，但在之後孩子們遭到恐怖襲擊被殺害後受到打擊而倒下。在第三次關東戰爭後於孩子們的葬禮上與蓮太郎再度相會，向充滿悔恨的蓮太郎表示孩子們對此都很高興和對他的感謝而要他振作起來。
天童助喜與
天童家的長老與天童式武術的創立者，木更的曾祖父，也是木更與蓮太郎的武術老師。
現年120歲仍活力十足的現役武道家，被蓮太郎稱之為「妖怪老頭」。

## 世界設定

### 原腸動物相關
原腸動物
其病原體具有透過血液傳染的高感染力，為恐怖病毒改寫生物DNA後誕生的生物，於2021年突然在世界各地爆發，短時間就將人類世界破壞到幾近覆滅。
被感染的生物會在短時間內突變，並將感染者的DNA與其它動物的DNA混合，變成恐怖兇殘的怪物。混合越多不同物種DNA的原腸動物實力和外皮就越強越堅硬，基本上依強度可分成Ｉ～ＩＶ的階級。
畢宿五（Aldebaran）
階段ＩＶ的原腸動物，原是金牛座軍團的成員之一，被喻為是金牛座左右手的古老原腸動物。
能從嘴部噴射錵腐蝕液，並擁有超高等級的自我再生能力。
利用費洛蒙統帥著原腸動物軍團四處襲擊，並因此引起第三次關東大戰。小說第四集末在「RAPIER THRUST」作戰裡被打倒。
昴宿
畢宿五所率領的原腸動物軍團成員之一，具有喷射水银因子的原腸動物。
是能從5公里外噴射高壓水銀進行狙擊的遠距離射擊特化型原腸動物，相對的卻沒有自我進食能力，需要仰賴其他原腸動物協助餵食才能生存。
小說第四集時在蓮太郎和影胤的聯手下被打倒。
黃道帶
階段Ｖ的原腸動物的統稱，為超過階段ＩＶ的分類的恐怖怪物，在原腸動物大戰時被美國和日本賦予它們黃道十二宮的名稱作暫稱代號，現在則是通稱，全球的目擊數量有十一個，在十年前的大戰裡發揮出了恐怖的戰力，是令人類一度瀕臨滅亡的存在。
有著遠超出階段ＩＶ大小的巨大身軀、一般兵器完全無效的硬質外皮、分子等級的再生能力，以及不受巨石碑磁場影響的能力。
除了巨蟹座本來就空缺外，其中兩個－金牛座和處女座在故事開始前就已分別被IP第1名及IP第2名消滅，爾後蓮太郎又以「天梯」擊殺了天蠍座，數量剩下八隻。
天蠍座
黃道帶之一，小說第一集最後被蓮太郎以磁軌砲「天梯」所射出的超錵義肢為砲彈給擊殺。
金牛座
黃道帶之一，小說中只有名字登場，是在原腸動物裡以率領原腸動物軍團共同行動的稀少類型，令原腸動物之名讓人感到恐懼的存在。已被IP排行第一、其餘資料一切不明的起始者給擊倒死亡。
處女座
黃道帶之一，小說中只有名字登場，現在已被IP排行第二、德國的起始者給擊倒死亡，除此之外一切不明。
天秤座
黃道帶之一，在第七卷時在仙台地區附近出現，能力是體內生產寄生在人類或其他宿主身上的數萬種致死性病毒並將其散布出去，可透過空氣傳染，侵透性甚至比紫外線還強，原腸動物大戰時期造成了極大的傷亡，由於外殼即使是用核武器也無法破壞，可以說現階段完全沒有能將其打倒的手段。
射手座
黃道帶之一，第七卷中有提到，具有罕見的長距離攻擊手段，原腸動物大戰時將大多數的人工衛星打了下來。導致現在人工衛星很珍貴。
再生等级
原腸動物再生能力的強弱分級。
普通的錵製武器能夠殺害的個體被定義為再生等級一，大部分的原腸動物和起始者都屬於這個等級，不屬於這個等級的被定義為等級二以上。等級二就是能夠抵抗通常的錵製武器，需要斬首或是澆上燃料燃燒才能打倒的程度，第五卷登場的紅露火垂即是此等級。
到了等級三，就是切下手臂也能夠再生或是回到原來的肉體，細胞之間似乎會相互呼應。等級四即使失去體內大部分的內臟也能再生，要幹掉它的話需要連渣都不剩地消滅。第三卷登場的畢宿五就是這一等級。
再生等級五，即使把它丟到極低溫或是真空或數千度的岩漿裡，只要適應環境後就能再生。而且是分子級別的再生。以2031年的科學水平沒有能夠殺死它的物理手段，似乎除了超錵製的物品外，沒有物品可以殺死它。
原腸動物病毒
寄生在生物上，並在很短的時間内改寫其遺傳因子令其原腸動物化的病毒。
會保留寄生生物的性質，將其巨大、凶暴化而不會導致肉體的崩潰。
感染途徑已證實是由原腸動物化的生物注入病毒所造成，不會經過空氣感染。目前沒有藥物可以治療，只能抑制其成長速度。
受詛咒之子
隨著原腸動物的出現而誕生的特殊人類。擁有原腸動物病毒抑制因子，雖在胚胎期就受到感染但突變進行的速度卻十分緩慢，這使她們擁有高速的自我治癒能力以及超越人類的敏捷性和力量，其解放力量時所呈現的紅色瞳孔就是身為受詛之子的最佳證明。然而實際上她們只是能壓抑病毒而非完全免疫，一旦體內的病毒侵蝕率超過50%的話就無法保持人形和意識而變成原腸動物，平時需要定期透過藥物抑制。
由於在胚胎發育時的基因表現受到病毒影響，使得受詛之子全都是女性，再加上病毒爆發至今不過十年，她們的年齡都在十歲以下。
因為原腸動物病毒的影響，即使作DNA檢驗也無法證明血緣關係，因此引起了許多糾紛。並對大多數藥物或毒藥都有極高的抗性，也不會得到感冒等一般人才會有的疾病。
有些稀少的案例裡，其體內的動物因子會對骨骼產生變化，而在身上出現動物的耳朵、翅膀等。

### 民間警備公司相關
民警
民間警備公司的簡稱，是專門負責處理原腸動物相關事情的民間組織，旗下負責與原腸動物交戰的戰鬥人員一般都是由起始者與促進者兩人搭擋行動。
因為法律規定必需要有民警在場才能處理原腸動物事故，所以與被認為侵犯其管轄權的警察關係很差。也和防禦原腸動物襲擊地區的自衛隊關係很差。
除了上述的工作外，有時候還必須接受政府的指示執行任務。
民警的執照本身則有替代駕照的功能，除了飛機、直升機和軍用裝甲車外都可以憑照駕駛。
起始者（Initiator）
由受詛之子擔任的主力戰鬥員，以她們超乎常人的戰力對抗原腸動物。
领域
起始者突破自身成长极限的现象，到达领域者有极强的实力，未到达者绝对不可能战胜到达者。只有极少數超高排位的起始者到达领域，但是到达领域以后也会带来原肠动物病毒侵蚀率大幅上升的副作用，具有相当的危险性。
促進者（Promoter）
負責支援起始者戰鬥並監督指引她們的搭擋。
成員複雜，好戰成性的不良份子或犯罪者居多，平均年齡多半在20到30多歲左右。
基本上是負責發號施令的一方，並有擔任起始者精神支柱的無形責任。大多數的人把起始者當成道具來利用，不過也有人是當成家族成員來看待。
國際起始者監督機構
管理與分配起始者和促進者進行搭檔、並制定管理IP排行的國際組織，簡稱IISO。
對登錄的起始者會定期配給抑制劑。
在促進者死亡或失去民警資格的情況下會在第一時間將起始者帶回管束。
IP排行
由IISO加以制定和發表，根據起始者與促進者搭擋所打倒原腸動物數量和戰果進行分級，可說是民警實力的指標，數字越少等級越高，能到千位數的搭擋就算是實力堅強，而在百名以內的更是怪物級別的存在，並能得到特定的稱號。
隨等級的上升能得到對應等級的機密情報通行權及虛擬軍階。
在其中一方死亡時會將排名重啓，除非犯下如大量殺害一般人、暗殺國家元首等極為嚴重的罪案，基本上不會撤銷其排名。
輔助系統
發生緊急事故時，政府採取緊急措施讓民警加入自衛隊的運作。輔助系統就是指部隊底下的民警分隊系統。輔助部隊除了隊長以外，上頭還設置軍團長統率指揮。小隊最少要三組共六人來組成。
不過對我行我素的民警來講並不怎麼喜歡這個措施，大多還是採取自主行動，除此之外也沒有提供統一的裝備和補給，是非常考驗軍團長統帥能力的事。

### 機器化士兵相關
機器化士兵計畫
為對抗原腸動物而發起的人體兵器製造計畫，在經過本人同意後對性命垂危的患者進行成功率極低的手術，造就出強大的機器化士兵。但隨著受詛之子的戰鬥能力被人發覺後，高成本的機器化士兵被認為不合成本，計畫因而凍結解散，現被視為都市傳說而流傳著。已完成的機器化士兵有些選擇了平凡的生活，有些則是投入民警工作之中。
分為日本分部的「新人類創造計畫」、澳洲分部的「方尖塔」、美國分部的「NEXT」等，這三項計畫的最高負責人加上管轄他們的德國最高負責人被後人稱之為「四賢者」，是當時地球上聚集起來最頂尖的四個超級天才，他們以各自的技術開發出各種機器化士兵。
日本分部「新人類創造計畫」
最高負責人：室戶堇
主要被實驗者：里見蓮太郎
開發出的武裝：「二一式黑膂石義眼」、「斥力力場」。
澳洲分部「方尖塔」
最高負責人：亞瑟·沙納克
開發出的武裝：「馬力奧噴射」。
美國分部「NEXT」
最高負責人：安·蘭德
主要被實驗者：蒂娜·斯普萊特
開發出的武裝：「仙費爾德」。
新世界創造計畫
機器化士兵計畫中的「新人類創造計畫」預定的下一個階段名稱，據前任負責人室戶堇表示是將人體一半、甚至是除了腦部外皆機器化的計畫。不過因為機器化士兵計畫被中止的緣故而停留在構想層面。
在現階段已被五翔會給暗中重啟，並透過格呂內瓦爾德教授將「新人類創造計畫」、「NEXT」、「方尖塔」的研究成果給複製和強化，成為了名稱相同但內容已然變異的新計畫。
HYBRID
安·蘭德以受詛之子進行機器化士兵改造的成果之統稱。
因為對受詛之子的手術需要用錵製手術刀進行，所以成功率比一般的機器化士兵還低很多。

### 五翔會相關
五翔會
超黨派、超國家的組織。其最高目的是建造一個沒有原腸動物肆虐的世界，於是在那之前要設法取代世界各國，掌握霸權好統一人力、資源來消滅原腸動物。
組織本身是由日本各地區和集合世界各國的優秀人才而構成，規模龐大。
組織成員在身體的某處會有五芒星與羽翼構成的刺青，羽翼數越多，代表在組織內的地位就越高，最高為「五片羽翼」，最少的「一片羽翼」只是奴隸或信奉者。組織成員在各國的權力階層中樞裡佔據高位者並不少，影響力極為強大。
行事風格是為達目的不擇手段，殺人只是家常便飯。對組織内部的失敗者也很殘酷，最輕是削去羽翼降級，最重則是處決並抹去一切相關證據。
現階段仍是未公開的秘密組織，在本作中的聖天子暗殺計畫與蓮太郎的冤罪事件都與此組織有關，實際規模與內部構成則還是處在迷霧之中。
黑天鵝計畫
由五翔會所策劃的「抗錵原腸動物」培養計畫。名稱取自黑天鵝效應。
是利用人工的方式培養出對錵具有耐性的原腸動物，再利用藥物進行催眠控制，讓它們前往特定場所的控制方案。
本來預定是要用這些抗錵原腸動物來消滅反抗五翔會的國家，但在蓮太郎與火垂的努力下於完成前被重挫，現在為停止階段。

### 其他
錵
一種特殊的金屬，能產生一種特殊的磁場來妨礙原腸動物傷口癒合，都用來打造對抗原腸動物的武器。大量的錵更能產生令原腸動物衰弱的磁場。
除此之外還十分堅硬，並對人類自身產生的電能有反應，因此是機器化士兵的機械部位重要素材。
主要產在火山地帶，尤其日本的產量特別的高，其產量現在已成了各國在國際上的影響力重要關鍵。
對帶有原腸動物病毒的受詛之子也會造成影響與傷害，尤其是在以錵打造的巨石碑附近更能讓受詛之子感到非常的不舒服。
超錵
在無重力空間下以錵和稀有金屬合成製造的新型合金，硬度與熔點是錵的數倍以上，蓮太郎的義肢皆是用此合金所製作。似乎可以解決階段Ｖ（黃道帶）的原腸動物。
造價非常的高昂，以蓮太郎的義肢和義眼來說，就至少有100億日元。
巨石碑
以大量的錵製成的巨大金屬塊，立於人類僅存的土地周圍，以錵釋放的磁場隔絕原腸動物，使人類得以殘喘。磁場影響範圍在以巨石碑為中心點的方圓五公里左右。
但據知階段Ｖ的原腸動物可以不受磁場的影響，曾有階段Ｖ將巨石碑破壞使得結界崩壞讓其他原腸動物一同入侵的案例，這種案例被稱為「大滅絕」，是一種只能用地獄來形容的狀況。
地區
由巨石碑所包圍，人類最後的居住空間的名稱。日本現階段有東京、博多、仙台、北海道、大阪五個地區。
東京地區
本作故事的主要舞台，是以聖居為中心，半徑為五十公里長的圓形面積地區。以聖天子為國家元首進行統治，現任的聖天子為第三代。
是世界上錵產量最多的地區。由初代聖天子就開始規定被掠奪世代和純潔世代的共生政策，其中就有讓一般家庭收養受詛之子即能獲得政府補助的養育獎金的法案，相較於其他地區對受詛之子的歧視已經算低許多。
大阪地區
齊武宗玄所統治的地區，實質上是在他的獨裁統治之下。
天梯
正式名稱為線性超電磁投射裝置。能將直徑800mm以下的金屬彈丸以亞光速射出的軌道炮模塊，在原腸動物戰爭中還沒正式使用就因人類的敗北而被迫撤離。
蓮太郎使用該武器擊破階段五的黃道帶原腸動物天蠍座，但由於該武器原本設計為在太空使用導致最後產生不可修復的破壞而報廢。
AGV試驗藥
室戶堇開發的藥品，能讓人的再生能力瞬間提高，但是有20%機率會原腸動物化。
本來的開發目標是用來消滅原腸病毒用，但失敗了。
原腸動物大戰
西元2021年因為原腸動物突然出現襲擊人類，最後導致世界各地的全面戰爭，但是在一般武器對原腸動物沒有什麼效果的情況下，又不能對人類活動的地區使用核武器，因此人類一方很快的就敗北，世界原本有80億左右的人口也銳減了九成。
第一次關東大戰
2021年原腸動物的出現將日本列島分割為五個區域，自衛隊為了擴大防衛線而在關東地區與原腸動物展開戰鬥，在許多人犧牲後勉強守住了原腸動物的進攻，並成功的將殘存者疏退到現在的東京地區。
第二次關東大戰
原腸動物大戰數年後，原腸動物再次集結向東京地區進攻，此時透過研究已明白錵所散發的磁場能削弱原腸動物的活力，於是以巨石碑為界，自衛隊使用錵製彈頭的武裝成功擊退了原腸動物。為了紀念此事，當時參戰用的兩千把步槍被融化做成紀念碑，豎立在外圍第40區。
第三次關東大戰
32号巨石碑倒塌后，东京区域的自卫队和民警与入侵的原肠动物展开的战争。过去第一次关东会战时，自卫队缺乏经验而惨败，第二次关东会战自卫队大获全胜。本次会战中，自卫队未考虑到原肠动物的进化而惨败，近7000人几乎全灭。最后是以民警惊人的牺牲量赢得了这场战争。
被掠奪世代
經歷過原腸動物大戰的人，大多都被原腸動物奪走過親友，絕大多數除了憎恨原腸動物外還憎恨著體內流有原腸動物病毒的受詛之子，使得對受詛之子的種族歧視問題非常嚴重。
純潔世代
原腸動物大戰後出生的人。受詛之子皆屬於此，所以她們從出生開始就在毫不了解的狀況下受被掠奪世代的歧視與踐踏。
七星的遺產
東京地區秘密收藏的危險物品，擁有召喚黃道帶前來的效果。
蓮太郎曾見過裡面的內容(一輛破舊的嬰兒單車)，但無法理解這為何擁有這樣的能力。
七星村
在原腸動物大戰中已滅亡消失的村子。於舊日本地圖上的記載是位於飛驒高山的一處。現在其存在已在歷史上被抹消，至少需要機密等級10以上才能得知詳細資訊。似乎與能呼喚黃道帶前來的「七星的遺產」有關，但詳細情況不明。
蓮太郎透過堇偶然間自網路上得到的一段影片，顯示出在此村落的設施內有著已經化為異形姿態的人類的記錄，而堇推測這可能就是史上第一個原腸動物病毒感染者的記錄。
天童式武術
天童助喜與所創立的武術，以「磨練己身，守護弱者」為宗旨，有著「拔刀術」、「戰鬥術」、「神槍術」、「合氣術」等好幾個流派。
除此之外，每個流派皆有攻擊型、防禦型、攻防一體型三種類的架勢，流派內部並有著攻擊型克防禦型，防禦型克攻防一體，攻防一體克攻擊型的攻略法。
天童式拔刀術是以高速的拔刀進行一擊必殺，在發動時是有著超乎武術高手的認知的超神速斬擊。
天童式戰鬥術則是一型的拳擊與二型的踢腿，其餘都算三型，是將自身的力量與氣集中於一擊為本。
聖居護衛隊
為了保護聖天子與聖居相關人員而成立的部隊。以隊長為首，所有的成員都有很強的菁英意識。
因為成立還不到十年，實績不足且也沒經歷過什麼大事件而被未織評論說聖天子到現在還安然無恙真是奇蹟。
成員內部因為有人被原腸動物奪走過親人，因此對推動原腸動物法的聖天子暗恨在心而不惜洩漏情報，可見內部也不是鐵板一塊。
所羅門戒指
為了解讀原腸動物的叫聲好進行溝通，而由俄羅斯方面進行開發研究的翻譯機。後被里多維傑夫一伙強行奪走。
名稱的由來是取自所羅門王傳說裡，所羅門王所持有的能與動物進行溝通的戒指。
天蠍座之首
是被蓮太郎以天梯打倒的黃道帶·天蠍座的屍體殘骸中，奇蹟的保留下的聲帶部分的稱呼。
經過研究，在浸泡於細胞賦活液的狀況下通過電流的刺激可以發出音波，對人類而言只是毫無意義的雜音。
現在被多維傑夫一伙給強行奪走。

## 出版書籍

### 輕小說
| 集數 | ASCII Media Works | ASCII Media Works | ASCII Media Works      | 台灣角川           | 台灣角川       | 台灣角川               | 天闻角川      | 天闻角川               |
| 集數 | 副標題            | 初版發售日期      | ISBN                   | 副標題             | 初版發售日期   | ISBN                   | 初版发售日期  | ISBN                   |
| ---- | ----------------- | ----------------- | ---------------------- | ------------------ | -------------- | ---------------------- | ------------- | ---------------------- |
| 1    |                   | 2011年7月8日      | ISBN 978-4-04-870596-7 | 以神為目標的人們   | 2012年10月27日 | ISBN 978-986-287-926-9 | 2014年1月20日 | ISBN 978-7-5356-6716-8 |
| 2    |                   | 2011年10月8日     | ISBN 978-4-04-870820-3 | VS神機妙算的狙擊手 | 2013年6月15日  | ISBN 978-986-325-150-7 | 2015年3月5日  | ISBN 978-7-5459-0883-1 |
| 3    |                   | 2012年5月10日     | ISBN 978-4-04-886477-0 | 烈焰末日           | 2013年6月15日  | ISBN 978-986-325-361-7 |               |                        |
| 4    |                   | 2012年8月10日     | ISBN 978-4-04-886797-9 | 復仇在我           | 2013年9月18日  | ISBN 978-986-325-587-1 |               |                        |
| 5    |                   | 2013年7月10日     | ISBN 978-4-04-891761-2 | 逃犯，里見蓮太郎   | 2013年12月25日 | ISBN 978-986-325-719-6 |               |                        |
| 6    |                   | 2013年10月10日    | ISBN 978-4-04-866008-2 | 煉獄的徬徨者       | 2014年5月27日  | ISBN 978-986-325-894-0 |               |                        |
| 7    |                   | 2014年4月10日     | ISBN 978-4-04-866472-1 | 世界變革的子彈     | 2014年11月6日  | ISBN 978-986-366-166-5 |               |                        |

### 漫畫
- 原作：神崎紫電／作畫：／人物原案：鵜飼沙樹『黑色子彈』。已完結。

| 集數 | ASCII Media Works | ASCII Media Works | ASCII Media Works      | 台灣角川   | 台灣角川      | 台灣角川               |
| 集數 | 標題              | 初版發售日期      | ISBN                   | 標題       | 初版發售日期  | ISBN                   |
| ---- | ----------------- | ----------------- | ---------------------- | ---------- | ------------- | ---------------------- |
| 1    |                   | 2013年5月27日     | ISBN 978-4-04-891196-2 | 黑色子彈01 | 2014年4月29日 | ISBN 978-986-325-922-0 |
| 2    |                   | 2013年7月11日     | ISBN 978-4-04-891805-3 | 黑色子彈02 | 2014年5月16日 | ISBN 978-986-325-948-0 |
| 3    |                   | 2013年10月11日    | ISBN 978-4-04-891970-8 | 黑色子彈03 | 2014年10月4日 | ISBN 978-986-366-197-9 |
| 4    |                   | 2014年6月27日     | ISBN 978-4-04-866665-7 | 黑色子彈04 | 2015年4月15日 | ISBN 978-986-366-449-9 |

## 電視動畫

### 製作人員
- 原作：神崎紫電（電擊文庫／KADOKAWA·ASCII Media Works刊）
- 原作插畫：鵜飼沙樹
- 監督：小島正幸
- 副監督：博史池畠
- 系列構成：浦畑達彥
- 角色設計：海島千本
- 未來設定：shirakaba
- 機械設定：高倉武史
- 槍械設定：森賢
- 設定協力：白土晴一
- 總作畫監督：海島千本、長谷部敦志
- 主動畫師：黑田結花、竹内由香里、戶田麻衣、諸貫哲朗、野中正幸
- 3DCG製作人：井野元英二
- 美術監督：柴田聰
- 色彩設計：山下宮緒
- 攝影監督：木村俊也
- 編輯：三嶋章紀
- 音響監督：山田陽
- 音樂：鷺巢詩郎
- 音樂製作：NBC環球
- 音樂製作人：西村潤
- 製作人：小倉充俊、黑崎泰隆、山崎史紀、山崎明日香
- 動畫製作人：小笠原宗紀
- 動畫製作：Kinema Citrus、Orange
- 製作：黑色子彈製作委員會（NBCUniversal、KADOKAWA ASCII Media Works、SHOWGATE（日语：SHOWGATE）、AT-X、KINEMA CITRUS）

### 主題曲
片頭曲
「black bullet」
作詞、作曲、編曲：八木沼悟志，主唱：fripSide
第6話開始變更片頭動畫。
藍光／DVD使用變更後的片頭動畫。
片尾曲
（第1話－第3話、第5話－第12話）
作曲、編曲：齋藤真也，作詞、主唱：やなぎなぎ
（第4話、第13話）
作詞、作曲、編曲、主唱：やなぎなぎ
插曲
（第2話）
作詞：rino，作曲：增谷贤，编曲：长田直之
主唱：天诛少女（深澤纱希、佐佐木璃花、锦织惠、板山纱织、渡边胡桃、泽田明菜、海保绘果）

### 各話列表
| 話數 | 日文標題 | 中文標題              | 劇本       | 分鏡                          | 演出     | 作畫監督                                                                        | 片尾插畫 | 改編原作小說 |
| ---- | -------- | --------------------- | ---------- | ----------------------------- | -------- | ------------------------------------------------------------------------------- | -------- | ------------ |
| 01   |          | 最後的希望            | 浦畑達彥   | 小島正幸                      | 博史池畠 | 海島千本、長谷部敦志                                                            | serori   | 第1集        |
| 02   |          | 瘋狂假面              | 浦畑達彥   | 小島正幸                      | 飯野慎也 | 伊藤秀樹、竹內由香里 戶田麻衣                                                   |          | 第1集        |
| 03   |          | 命運之子們            | 浦畑達彥   | 博史池畠                      | 博史池畠 | 宇佐美皓一、大下久馬 垪和等、井畑翔太                                           | 小梅京人 | 第1集        |
| 04   |          | 漆黑的子彈            | 浦畑達彥   | 小島正幸 博史池畠             | 博史池畠 | 伊藤秀樹、宇佐美皓一 大下久馬、菊池聰延 小嶋慶祐、竹內由香里 戶田麻衣、諸貫哲朗 | カヅホ   | 第1集        |
| 05   |          | 紅黑的暗殺者          | 砂山藏澄   | 岩崎光洋                      | 岩崎光洋 | 逵村六、猿渡聖加 鎌田均                                                         | Hisasi   | 第2集        |
| 06   |          | 悲劇性諷示            | 原田沙耶香 | 森義博                        | 森義博   | 山內則康                                                                        | 麻喵子   | 第2集        |
| 07   |          | 寂靜的月夜-黎明的天空 | 砂山藏澄   | 博史池畠                      | 博史池畠 | 小林利充、山內則康 猿渡聖加、鎌田均 實原登、逵村六                              | 文倉十   | 第2集        |
| 08   |          | 境界線的石碑          | 浦畑達彥   | 松田清                        | 松田清   | 伊藤秀樹、齊田博之 竹內由香里                                                   | 藤真拓哉 | 第3集        |
| 09   |          | 結界的守護者          | 原田沙耶香 | 小島正幸                      | 飯野慎也 | 伊藤晉之、海島千本 大下久馬、小嶋慶祐                                           | 黑星紅白 | 第3集        |
| 10   |          | 東京地區防衛戰        | 原田沙耶香 | 岩崎光洋                      | 岩崎光洋 | 小林利充、山內則康 實原登                                                       |          | 第3集        |
| 11   |          | 金牛座的心臟-光之槍   | 砂山藏澄   | 小島正幸 森賢 博史池畠        | 博史池畠 | 宇佐美皓一、海島千本 竹內由香里、戶田麻衣                                       | 029      | 第4集        |
| 12   |          | 危機點                | 砂山藏澄   | 小島正幸 森賢                 | 松田清   | 伊藤晉之、伊藤秀樹 海島千本、鎌田均 小嶋慶祐、吉田博之                          | 溝口凱吉 | 第4集        |
| 13   |          | 以神為目標的人們      | 浦畑達彥   | 小島正幸 森賢 松田清 岩崎光洋 | 小島正幸 | 海島千本、竹內由香里 伊藤晉之、大下久馬 伊藤秀樹、小嶋慶祐 門倉世央子、戶田麻衣 | 鵜飼沙樹 | 第4集        |

### 播放電視台
日本深夜動畫：下文記載的日本国内播放時間使用日本標準時間（UTC+9）表示。因為部分時間标识會採用30小时制，因此請留意这类超过24:00的时间，其實際播放時間為翌日清晨。
| 播放地區 | 播放電視台    | 播放日期               | 播放時間（UTC+9）         | 所屬聯播網 | 備註                  |
| -------- | ------------- | ---------------------- | ------------------------- | ---------- | --------------------- |
| 日本全國 | AT-X          | 2014年4月8日－7月1日   | 星期二 22時30分－23時00分 | 衛星電視   | 製作委員會參加 有重播 |
| 東京都   | TOKYO MX      | 2014年4月8日－7月1日   | 星期二 24時30分－25時00分 | 獨立UHF局  |                       |
| 兵庫縣   | SUN電視台     | 2014年4月8日－7月1日   | 星期二 24時40分－25時10分 | 獨立UHF局  |                       |
| 神奈川縣 | 神奈川電視台  | 2014年4月8日－7月1日   | 星期二 25時00分－25時30分 | 獨立UHF局  |                       |
| 京都府   | KBS京都       | 2014年4月8日－7月1日   | 星期二 25時00分－25時30分 | 獨立UHF局  |                       |
| 愛知縣   | 愛知電視台    | 2014年4月8日－7月1日   | 星期二 25時35分－26時05分 | 東京電視網 |                       |
| 日本全國 | BS11          | 2014年4月9日－7月2日   | 星期三 24時00分－24時30分 | 衛星電視   | 「ANIME+」節目        |
| 日本全國 | d Anime Store | 2014年4月10日－7月3日  | 星期四 12時00分 更新      | 網路電視   |                       |
| 日本全國 | NICONICO直播  | 2014年4月10日－7月3日  | 星期四 23時30分－24時00分 | 網路電視   |                       |
| 日本全國 | NICONICO頻道  | 2014年4月10日－7月3日  | 星期四 24時00分 更新      | 網路電視   |                       |
| 日本全國 | 萬代頻道      | 2014年4月25日－7月18日 | 星期五 12時00分 更新      | 網路電視   |                       |

| 播放地區 | 播放電視台 | 播放日期                 | 當地播放時間            | 所屬聯播網  | 備註                  |
| -------- | ---------- | ------------------------ | ----------------------- | ----------- | --------------------- |
| 臺灣     | Animax HD  | 2015年8月9日－8月21日    | 每日21:30－22:00        | 中華電信MOD | 含中文配音 有重播時段 |
| 臺灣     | Animax     | 2015年10月19日－10月31日 | 每日21:30－22:00        | 有線電視    | 含中文配音 有重播時段 |
| 香港     | Animax     | 2016年2月9日－3月1日     | 星期一至二 22:00－23:00 |             |                       |

### 藍光／DVD
| 卷數        | 發售日        | 收錄話         | 規格編號   | 規格編號  |
| 卷數        | 發售日        | 收錄話         | 藍光初回版 | DVD初回版 |
| ----------- | ------------- | -------------- | ---------- | --------- |
| 1           | 2014年7月2日  | 第1話－第2話   | GNXA-1661  | GNBA-1871 |
| 2           | 2014年8月6日  | 第3話－第4話   | GNXA-1662  | GNBA-1872 |
| 3           | 2014年9月3日  | 第5話－第6話   | GNXA-1663  | GNBA-1873 |
| 4           | 2014年10月8日 | 第7話          | GNXA-1664  | GNBA-1874 |
| 5           | 2014年11月5日 | 第8話－第9話   | GNXA-1665  | GNBA-1875 |
| 6           | 2014年12月3日 | 第10話－第11話 | GNXA-1666  | GNBA-1876 |
| 7           | 2015年1月7日  | 第12話－第13話 | GNXA-1667  | GNBA-1877 |
| Blu-ray BOX | 2016年11月9日 | 第1話－第13話  | GNXA-1670  |           |

#### CD
| 發售日        | 標題                             | 初回盤    | 通常盤    |
| ------------- | -------------------------------- | --------- | --------- |
| 2014年5月14日 | black bullet                     | GNCA-0333 | GNCA-0334 |
| 2014年6月4日  |                                  | GNCA-0342 | GNCA-0343 |
| 2014年7月2日  |                                  | GNCA-0347 | GNCA-0348 |
| 2014年9月3日  | BLACK BULLET Original Soundtrack | GNCA-1410 |           |

## 外部連結
- 《黑色子彈》特設網站 - 電擊魔王 （日語）
- 電視動畫《黑色子彈》官方網站 （日語）
- 電視動畫《黑色子彈》AT-X電視台介紹網站 （页面存档备份，存于） （日語）
- 電視動畫《黑色子彈》TOKYO MX電視台介紹網站 （页面存档备份，存于） （日語）
- 電視動畫《黑色子彈》KBS京都電視台介紹網站 （页面存档备份，存于） （日語）
- 電視動畫《黑色子彈》NICONICO網路直播專題 （页面存档备份，存于） （日語）
- 電視動畫《黑色子彈》b-ch網路直播付費專題 （页面存档备份，存于） （日語）
- 電視動畫《黑色子彈》GyaO!網路直播專題 （日語）
- 電視動畫《黑色子彈》官方的X（前Twitter）